# Ủy ban Trung ương Đảng Lao động Triều Tiên
Ủy ban Trung ương Đảng Lao động Triều Tiên (tiếng Hàn Quốc: 조선로동당 중앙위원회, Phiên âm: Choseon Rodongdang Chung-ang Wiwonhoe, tiếng Việt: Triều Tiên Lao động Đảng Trung Ương Ủy viên hội) là cơ quan quyền lực Trung ương của Đảng Lao động Triều Tiên, do Đại hội Đại biểu Đảng Lao động Triều Tiên bầu ra. Bao gồm Bộ Chính trị, Ban Bí thư, Ủy ban Quân sự Trung ương, Ủy ban Kiểm tra Trung ương, Ủy ban Kiểm duyệt Trung ương tạo thành.
Ủy ban Trung ương Đảng đương nhiệm là Ủy ban Trung ương Đảng khóa VIII (nhiệm kỳ 2021-2026), gồm 139 ủy viên chính thức được bầu sau Đại hội Đại biểu toàn quốc Đảng Lao động Triều Tiên lần thứ VIII hồi tháng 1/2021. Chức vụ đứng đầu Ủy ban Trung ương Đảng hiện tại là Tổng Bí thư, hiện nay là ông Kim Jong-Un, được bầu làm Bí thư thứ nhất Đảng Lao động Triều Tiên tại Hội nghị Trung ương thứ 4 của Ủy ban Trung ương khóa VI tháng 4/2012, sau khi cha ông là Kim Jong-il qua đời. Ông được bầu lại làm Chủ tịch Đảng tại Đại hội Đại biểu toàn quốc Đảng Lao Động Triều Tiên lần thứ VII (5/2016), và sau đó tiếp tục tái đắc cử chức vụ Tổng Bí thư tại Đại hội Đảng lần thứ VIII (1/2021).

## Lịch sử
Ủy ban Trung ương Đảng Lao động Triều Tiên được thành lập tại Đại hội lần thứ nhất khi ủy ban trung ương thứ nhất được bầu. Ủy ban bao gồm 43 ủy viên, và kể từ đó đã tăng số lượng ủy viên ở tất cả các kỳ đại hội. Từ năm 1948 đến năm 1961, trung bình 2,4 phiên họp (được gọi là hội nghị toàn thể) được tổ chức mỗi năm, tương đương với tỷ lệ tổ chức hội nghị toàn thể của Ban Chấp hành Trung ương Đảng Cộng sản Liên Xô. Các hội nghị toàn thể được tổ chức trong thời kỳ này thường xuyên không quá một ngày. Quyền lực của Ủy ban Trung ương không nằm ở mức độ thường xuyên (hoặc trong thời gian) họp mà nằm ở bộ máy của nó. Bộ Chính trị kiểm soát chứ không phải là Ủy ban Trung ương, bộ máy này là chính phủ trên danh nghĩa của Triều Tiên dưới thời Kim Nhật Thành. Ủy ban Trung ương không được triệu tập họp toàn thể từ năm 1993 đến năm 2010.
Khoảng thời gian 37 năm giữa Đại hội VI và Đại hội VII. Ủy ban Trung ương và bộ máy của nó đã bị suy yếu rất nhiều dưới thời Kim Jong-il, với một số chức vụ vẫn chưa được sắp xếp. Bắt đầu từ năm 2005, ông thực hiện một số bước để phục hồi đảng, bổ nhiệm các quan chức cấp cao vào các chức vụ mới. Pak Nam Gi được bổ nhiệm làm Trưởng ban Ban Kế hoạch và Tài chính Trung ương Đảng, và Jang Song-thaek được bổ nhiệm làm Trưởng ban Ban Hành chính Trung ương Đảng. Giám sát tất cả các vấn đề an ninh, Jang gián tiếp được phục hồi nhiệm vụ và trách nhiệm của mình với chức vụ là Trưởng ban Ban Tổ chức và Chỉ đạo Trung ương Đảng. Hội nghị Đại biểu toàn quốc lần thứ 3 (tổ chức vào tháng 9/2010) đã đổi mới cơ cấu thành phần của Ủy ban Trung ương Đảng; tuy nhiên, quyền hạn cho nó một nhiệm kỳ mới do Đại hội đảng nắm giữ.

## Chức năng
Ủy ban Trung ương Đảng được bầu tại Đại hội Đảng. Sau đó tại kỳ họp đầu tiên Ủy ban Trung ương bầu Bộ Chính trị và Ủy ban Thường vụ Bộ Chính trị. Cũng tổ chức bầu lên Ủy ban Quân sự Trung ương, Ban Kiểm tra Trung ương, Ban Bí thư Trung ương. Nhiều cơ quan Đảng cũng thuộc thẩm quyền quản lý của Ủy ban Trung ương như bổ nhiệm Tổng biên tập báo Rodong Sinmun, cơ quan ngôn luận của Đảng Lao động Triều Tiên.
Không giống như các Đảng Cộng sản khác, Tổng Bí thư Đảng Lao động Triều Tiên do Đại hội Đảng bầu ra chứ không thông qua Ủy ban Trung ương.
Là cơ quan quyền lực tối cao và quan trọng trong thời kỳ Kim Il-sung, tổ chức các phiên họp thường xuyên và đưa ra các quyết định quan trọng (Kim Jong-il được chỉ định là người kế nhiệm Kim Il-sung tại Hội nghị toàn thể lần thứ 8 của Ủy ban Trung ương khóa V tháng 2 năm 1974), và bị mất dần quyền lực tối cao dưới thời Kim Jong-il, quyền lực tối cao chuyển sang Ủy ban Quốc phòng là một phần trong chính sách Tiên quân (Songun) của Kim Jong-Il. Trong khoảng thời gian từ 1993-2010 Ủy ban Trung ương gần như không có thực quyền, mọi quyền lực nằm trong tay Ban Thường vụ Bộ Chính trị, sau khi Kim Jong-Il qua đời Ủy ban gần như bị vô hiệu hóa.
Trong tháng 3 năm 2013, hai năm kể từ phiên họp cuối cùng, một phiên họp toàn thể của Ủy ban Trung ương Đảng đã được triệu tập trước khi Hội đồng Nhân dân Tối cao họp.

## Quy định

### Bầu cử và bổ nhiệm
Điều lệ Đảng quy định quy mô của ủy ban trung ương do Đoàn chủ tịch đại hội quyết định. Hội nghị toàn thể của Ủy ban Trung ương được trao quyền để đổi mới đội ngũ nếu "cần thiết". Các ứng cử viên có thể được đề cử bởi các tỉnh ủy, nhưng Trung ương chỉ thông qua danh sách từ Ban Tổ chức và Chỉ đạo Trung ương Đảng.

### Hội nghị toàn thể
Giữa các kỳ đại hội đảng và hội nghị Đại biểu toàn quốc, Ủy ban Trung ương Đảng là cơ quan Đảng Lao động Triều Tiên cao nhất. Nó không phải là một cơ quan thường trực và, theo Điều lệ Đảng Lao động Triều Tiên, sẽ triệu tập ít nhất mỗi năm một lần. Bộ Chính trị triệu tập Ủy ban Trung ương Đảng để họp toàn thể. Theo Điều lệ Đảng Lao động Triều Tiên, một hội nghị toàn thể sẽ bao gồm thảo luận và quyết định "các vấn đề quan trọng của đảng" và được trao quyền để bầu Ban Thường vụ Bộ Chính trị và Bộ Chính trị, Ban Chính vụ, Quân ủy Trung ương, Ủy ban Kiểm tra, các Phó Chủ tịch Đảng, Trưởng các ban Trung ương Đảng và các chức danh cấp tỉnh. Trươc đây được trao quyền để bầu ra lãnh đạo của đảng. Ủy ban Trung ương Đảng có thể bầu các ủy viên dự khuyết, không có quyền biểu quyết lên ủy viên chính thức và chỉ định các thành viên có quyền biểu quyết và không biểu quyết mới vào Ủy ban Trung ương Đảng tại các hội nghị toàn thể.

## Cơ cấu hiện nay

### Lãnh tụ tối cao
- Tổng Bí thư vĩnh viễn: Kim Jong-Il
- Tổng Bí thư đương nhiệm: Kim Jong-un

### Bộ Chính trị
Bộ Chính trị, trước năm 1980 là Ủy ban Chính trị Trung ương, là cơ quan quyết định chính của Đảng Lao động Triều Tiên cho đến khi thành lập Ban Thường vụ. Bộ Chính trị gồm có ủy viên chính thức (có quyền biểu quyết) và ủy viên dự khuyết (không có quyền biểu quyết), và là cơ quan ra quyết định cao nhất của Đảng Lao động Triều Tiên khi triệu tập các cuộc họp. Cho đến Hội nghị đại biểu toàn quốc lần thứ 3, Bộ Chính trị đã được Ủy ban Trung ương bầu ngay sau một kỳ đại hội. Mặc dù điều lệ đảng quy định rằng Bộ Chính trị họp ít nhất mỗi tháng một lần, nhưng có rất ít bằng chứng cho thấy điều này thực sự xảy ra. Các ủy viên Bộ Chính trị có thể kiêm nhiệm trong các ủy ban của đảng hoặc nhà nước, chính phủ hoặc bộ máy của Ủy ban Trung ương.
Bằng chứng cho thấy rằng Bộ Chính trị hoạt động giống như Bộ Chính trị Đảng Cộng sản Liên Xô dưới thời Stalin, với các thành viên Bộ Chính trị đóng vai trò là nhân viên cá nhân của lãnh đạo đảng hơn là các nhà hoạch định chính sách. Điều này không phải luôn luôn như vậy; trước khi Kim Nhật Thành thanh trừng phe đối lập, Bộ Chính trị là cơ quan ra quyết định, nơi những khác biệt về chính sách được thảo luận. Kể từ khi Kim Nhật Thành củng cố quyền lực, Bộ Chính trị đã biến thành một cơ quan phê chuẩn. Các thành viên hàng đầu đã biến mất mà không có lời giải thích; trường hợp cuối cùng là Kim Tong-gyu, người mất tích vào năm 1977. Các thành viên Bộ Chính trị dưới thời Kim Il-sung và Kim Jong-il thiếu cơ sở quyền lực vững chắc và phụ thuộc vào lãnh đạo đảng cho vị trí của họ.

#### Ban Thường vụ
Ban Thường vụ Bộ Chính trị được thành lập tại Đại hội VI năm 1980, là cơ quan quyết định cao nhất trong Đảng Lao động Triều Tiên khi Bộ Chính trị và Ủy ban Trung ương Đảng không họp. Với cái chết của O Jin-u vào năm 1995, Kim Jong-il vẫn là thành viên duy nhất của Ban Thường vụ còn sống; bốn người khác (Kim Il-sung, Kim Il, O Jin-u và Ri Jong-ok) mất khi tại nhiệm. Giữa cái chết của O Jin-u và Hội nghị đại biểu toàn quốc lần thứ 3, không có báo cáo nào chỉ ra rằng Kim Jong-il hoặc ban lãnh đạo trung ương đảng đang có ý định thay đổi thành phần của Ban Thường vụ.

### Ban Bí thư
Ban Bí thư được Ủy ban Trung ương Đảng giao nhiệm vụ điều hành và quản lý, đặc biệt là hoạt động các cơ quan Trung ương. Ban Bí thư được tạo thành bởi Bí thư thứ nhất Đảng cùng với các Bí thư khác của Trung ương. Mỗi Bí thư có trách nhiệm trên các lĩnh vực như ngoại giao, giáo dục,và bị chồng chéo bởi các Ban ngành, mặc dù Bí thư có thể kiêm nhiệm chức vụ khác.
Trong giai đoạn từ 2016-2021, Ban Bí thư được đổi tên thành Ban Chính vụ. Sau Đại hội Đảng lần thứ 8 (1/2021), đổi tên lại thành Ban Bí thư.

### Quân ủy Trung ương
Quân ủy Trung ương được thành lập năm 1962 theo quyết định của Hội nghị toàn thể lần thứ 5 Ủy ban Trung ương Đảng khóa 4. Bản sửa đổi năm 1982 đối với điều lệ Đảng Lao động Triều Tiên được cho là đã làm cho Quân ủy Trung ương bình đẳng với Ủy ban Trung ương, cho phép (trong số những thứ khác) bầu ra lãnh đạo Đảng Lao động Triều Tiên. Mặc dù vậy, một số nhà quan sát cho rằng tại Hội nghị lần thứ 3, Quân ủy Trung ương lại phải chịu trách nhiệm trước Ủy ban Trung ương. Theo Điều 27 của điều lệ Đảng, Quân ủy Trung ương là cơ quan đảng cao nhất trong các vấn đề quân sự và lãnh đạo Quân đội Nhân dân Triều Tiên (KPA). Chịu trách nhiệm về các chính sách phát triển và mua sắm vũ khí và trang bị của quân đội. Tổng Bí thư Đảng Lao động Triều Tiên đồng thời là Chủ tịch Quân ủy Trung ương.

### Ủy ban Kiếm tra Trung ương
Ủy ban Kiểm soát, trước đây là Ban Kiểm tra, được bầu bởi Trung ương Đảng tại hội nghị toàn thể lần thứ nhất sau mỗi kỳ đại hội đảng. Có trách nhiệm chỉnh đốn đảng viên và giải quyết các vấn đề kỷ luật liên quan đến đảng viên. Đối tượng điều tra từ hối lộ đến các hoạt động chống đảng, phản cách mạng, nhìn chung bao gồm tất cả các hành vi vi phạm điều lệ đảng. Các tổ chức đảng cấp dưới (ví dụ: ở cấp tỉnh hoặc cấp quận) và các thành viên cá nhân có thể khiếu nại trực tiếp lên ủy ban. Nó được sát nhập với Ủy ban Kiểm toán Trung ương vào ngày 10 tháng 1 năm 2021 và thành Ủy ban Kiểm tra Trung ương mới.

### Ủy viên Trung ương Đảng
Gồm có 124 Ủy viên và 106 Ủy viên dự khuyết.

## Cơ quan Trung ương
Thẩm quyền của Ủy ban Trung ương được thông qua 15 cơ quan có nhiệm vụ khác nhau.Trưởng ban thường là Ủy viên Trung ương (Bộ Chính trị
hoặc Bí thư Trung ương).
Trưởng ban hiện tại bao gồm: Kim Ki-nam (Tuyên truyền và cổ động), Kim Yong-il (Các vấn đề Quốc tế), Ri Yong-su (Tổ chức lao động), Kim Pyong-hae (cán bộ), Tae Jong-su (Tổng hợp), Kim Yang-gon (Mặt trận), Ju Kyu-chang (Máy Xây dựng), Paek Kye-ryong (Công nghiệp nhẹ), O Il-jong (quân sự ngoại giao), Kim Jong-im (Lịch sử Đảng), Chae-Hui jong (Lưu trữ), Choe Hui-jong (Khoa học Giáo dục), Kim Yong-chun (Dân sự Quốc phòng), Kwak Pom-gi (Tài chính và Kế hoạch), Han Kwang-sang (Tài chính Kế toán) và Yun U-chol (Rodong Sinmun).